# مندی ارباس
مندی ارباس (انگلیسی: Mandi Urbas؛ زادهٔ ۱۸ ژوئن ۱۹۸۳) بازیکن فوتبال اهل آلمان است.
از باشگاه‌هایی که در آن بازی کرده‌است می‌توان به اف‌سی دالاس اشاره کرد.